# 乌尔莱本
乌尔莱本是德国图林根州的一个市镇。总面积8.13平方公里，总人口418人，其中男性212人，女性206人（2011年12月31日），人口密度51人/平方公里。